# Мостовка (Красночикойський район)
Мосто́вка (рос. Мостовка) — село у складі Красночикойського району Забайкальського краю, Росія. Входить до складу Байхорського сільського поселення.

## Населення
Населення — 83 особи (2010; 100 у 2002).
Національний склад (станом на 2002 рік):
- росіяни — 100 %